# San Pablo Huacano
San Pablo Huacano es una localidad del estado mexicano de Chiapas. Es parte del municipio de Ocotepec.

## Toponimia
El nombre «San Pablo» hace referencia al santo patrono de la localidad: Pablo de Tarso.

## Demografía
| Gráfica de evolución demográfica |
|                                  |

| Censo | Población |
| ----- | --------- |
| 1910  | 13        |
| 1921  | 10        |
| 1930  | 74        |
| 1940  | 85        |
| 1950  | 316       |
| 1960  | 416       |
| 1970  | 554       |
| 1980  | 456       |
| 1990  | 909       |
| 2000  | 1 135     |
| 2010  | 1 427     |
| 2020  | 1 640     |